# Clinocera orophila
Clinocera orophila är en tvåvingeart som beskrevs av Vaillant 1973. Clinocera orophila ingår i släktet Clinocera och familjen dansflugor. Inga underarter finns listade i Catalogue of Life.